# Perisphaeriinae
Perisphaeriinae es una subfamilia de insectos blatodeos de la familia Blaberidae. Esta subfamilia comprende 174 especies divididas en 19 géneros.

## Géneros
Los 19 géneros de la subfamilia Perisphaeriinae son los siguientes:
- Bantua
- Compsagis
- Corydidarum
- Cyrtotria
- Derocalymma
- Ellipsica
- Elliptoblatta
- Glomerexis
- Gymnonyx
- Hostilia
- Laxta
- Neolaxta
- Perisphaeria
- Perisphaerus
- Pilema
- Platysilpha
- Poeciloblatta
- Pseudoglomeris
- Zuluia